# Alicante (Weinbaugebiet)
Das Weinbaugebiet Alicante befindet sich im südlichsten Teil der Valencianischen Gemeinschaft. Es ist eine Region mit langer Tradition in der Weinherstellung und wird in zwei Subzonen eingeteilt. Der nördliche Teil ist auf Süßweine spezialisiert, im Süden, in der Umgebung von Alicante, liegen die bis zu 600 Meter hohen Weinberge an der Grenze zu Kastilien-La Mancha und Murcia.

## Historische Übersicht
Die Ursprünge des Alicante-Weins reichen zurück zu den Iberern und dem möglichen Einfluss der Phönizier. In der Region waren die Römer bedeutende Weinproduzenten. Bereits im 15. Jahrhundert wurden Alicante-Weine erstmals in arabischen Gedichten erwähnt, und Weinberg-Stiftungen wurden in verschiedenen Städten der Region verzeichnet. Im 16. Jahrhundert erließ der König ein Einfuhrverbot für Wein in die Provinz Alicante, solange dort lokaler Wein hergestellt wurde. Die Stadt Monòver war im 16. Jahrhundert für ihren Fondillón-Wein international bekannt. Besonders im 17. und 18. Jahrhundert erlebte der Weinbau in Alicante einen Aufschwung. Er wurde produziert in Orihuela, Jijona, Monforte und Novelda. Im 19. Jahrhundert erhielten die Weine aufgrund ihrer Qualität eine königliche Anerkennung. Mitte des 19. Jahrhunderts vernichteten Oidium und die eingeschleppte Reblaus die Weinberge in Frankreich, was Alicante-Weinen einen Exportboom bescherte. Im Jahr 1892 endete der Handelsvertrag mit Frankreich, was zu Überproduktion und einem Rückgang des Weinanbaus führte. Im 20. Jahrhundert änderte sich das Wirtschaftsmodell der Region und der Weinbau ging zurück. Die „Herkunftsbezeichnung Alicante“ wurde 1932 begründet, gefolgt vom „Regulierungsrat“ im Jahr 1957. Diese Institutionen sollten den Weinanbau organisieren und die Qualität und Produktion fördern.

## Regionen

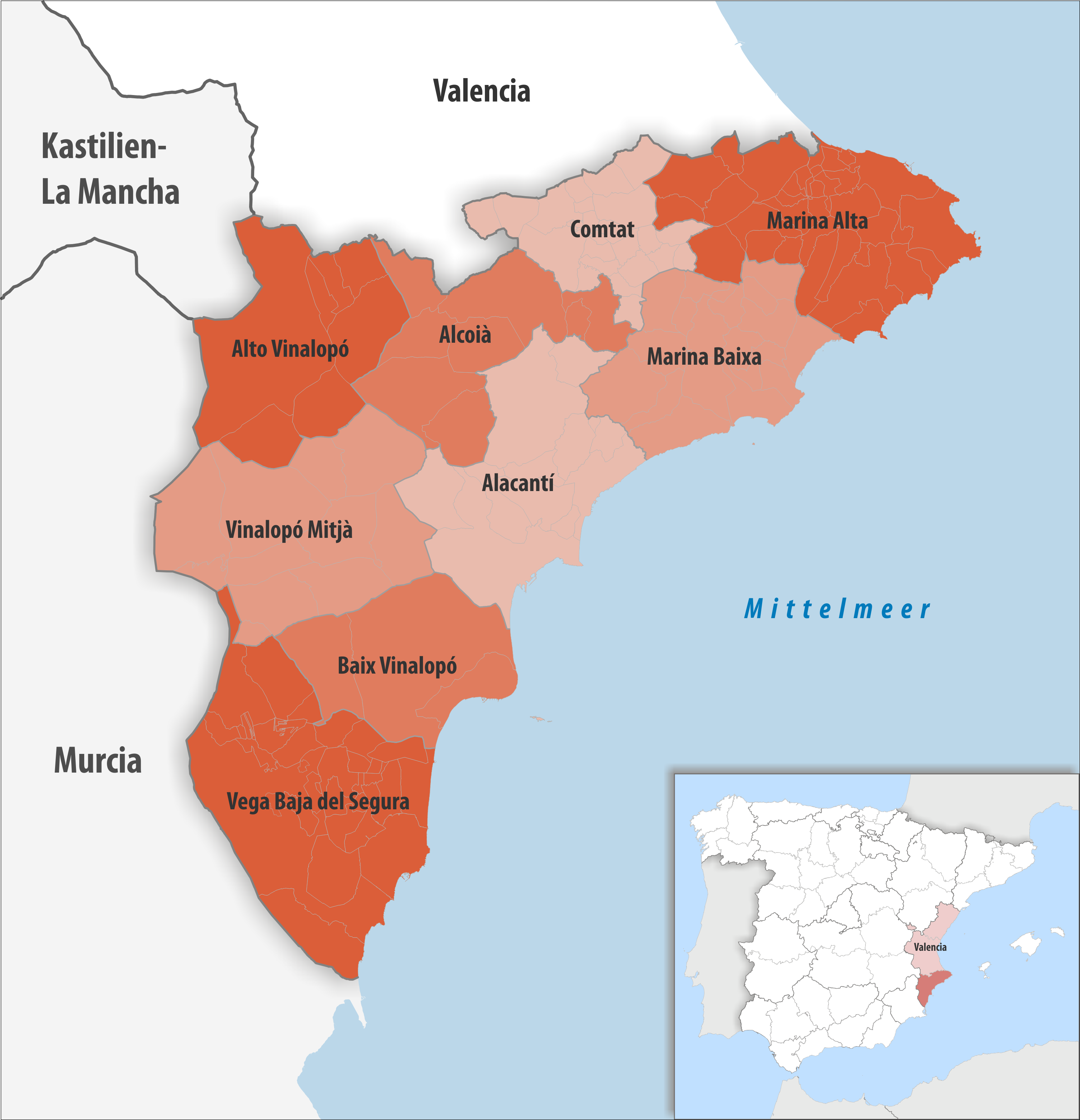
Die Region Alicante

Das DOP Alicante erstreckt sich über verschiedene Unterzonen in der Provinz Alicante und ihrer Umgebung:
1. Alicante: Der Ursprung des DOP Alicante liegt in der Stadt Alicante selbst, insbesondere in der Huerta[3] im nördlichen Bereich. Obwohl der Weinbau aus diesem Gebiet verschwunden ist, sind historische Überreste und Hinweise auf die Weinbautradition erhalten geblieben.
2. Vinalopó Medio: Dieses Gebiet erstreckt sich zwischen Novelda im Norden, Pinoso im Süden und Elda im Westen. Es ist heute das Hauptproduktionsgebiet, gekennzeichnet durch mittlere Höhen und trockenes, mediterranes Klima.
3. Vinalopó Alto: Diese Region umfasst Villena und erstreckt sich bis zur Quelle des Flusses Vinalopó in Banyeres de Mariola. Die Höhenlage ist höher, das Klima extremer, und der Anbau kombiniert Bewässerung und Trockenlandwirtschaft.
4. Vinalopó Bajo: Hier befinden sich Weinberge in der Nähe von Elche und sind gekennzeichnet durch geringe Höhen und die Nähe zum Meer.
5. L'Alcoiá: Diese Region wird von hohen Bergen eingerahmt und verfügt über mediterrane Böden und kalkhaltige Böden. Der Weinberg liegt in der Mitte des Tals und auf mittleren Höhen.
6. Comtat: Weiter nördlich wird die Region von Flüssen gespeist, die Wasser aus den Bergen in Richtung Serpis sammeln. Das Klima ist saisonal unterschiedlich, und der Anbau erfolgt in höheren Lagen.
7. Marina Alta: Dieses Gebiet zeichnet sich durch den Einfluss des Meeres und höhere Niederschläge aus. Das Klima ist milder und kontrastreicher, und der Weinbau erstreckt sich von der Küste bis ins Landesinnere.
8. Untere Marina: Dies ist charakteristisch für Städte mit Meerblick wie Benidorm, La Vila oder Altea, aber der Weinberg liegt weiter im Landesinneren, im Guadalest-Tal.[4]

## Klima
Das im Sommer und Winter milde Klima ist in Küstennähe feucht und mediterran, im Binnenland kontinental geprägt. Ganzjährig herrscht eine hohe Luftfeuchtigkeit vor.

## Böden
Die Böden sind sandig-lehmig und sandig, was sich besonders für den Weinanbau eignet. Diese Böden weisen hohe Porosität und Durchlässigkeit auf, was die Entwässerung erleichtert und Wassereinlagerungen verhindert. Dies wiederum minimiert das Risiko von phytopathogenen Pilzen. Die Zugabe von organischem Material und Eisenverbindungen macht die Böden optimal für den Weinbau.

## Sorten
Die DOP Alicante verzeichnet eine Vielzahl von Weinrebsorten, die aufgrund der unterschiedlichen Bodenbeschaffenheiten, eines gemäßigten Klimas und der relativen Luftfeuchtigkeit möglich sind. Zu den wichtigsten Rebsorten gehören Muskateller von Alexandria, Monastrell und Garnacha, sowohl in Rot- als auch in Weißweinvarianten. Weitere zugelassene Rebsorten sind Moscatel de Alejandría, Airén, Subirat Parent, Chardonnay, Macabeo, Merseguera, Pedralba Fine Plant, Sauvignon Blanc, Verdil für Weißweine und Monastrell, Grenache Tintorera, Bobal, Cabernet Sauvignon, Merlot, Pinot Noir, Petit Verdot, Syrah und Tempranillo für Rotweine.
Alicante ist vor allem für die Herstellung eines traditionellen süßen Dessertweins namens Fondillón bekannt, der aus überreifen Trauben hergestellt wird.